# SC Langenthal
SC Langenthal (celým názvem: Schlittschuh-Club Langenthal) je švýcarský klub ledního hokeje, který sídlí v obci Langenthal v kantonu Bern. Založen byl v roce 1946. Největším úspěchem klubu je vítězství v National League B (dnešní Swiss League) v sezónách 2011/12 a 2016/17. Od sezóny 2017/18 působí v Swiss League, druhé švýcarské nejvyšší soutěži ledního hokeje. Klubové barvy jsou žlutá a modrá.
Své domácí zápasy odehrává v Schoren Halle s kapacitou 4 500 diváků.

## Hokejisté Československa / Česka a Slovenska v dresu SC Langenthal
| Hráč          | Sezona    | Národnost         |
| ------------- | --------- | ----------------- |
| Matthew Rezek | 2002/2003 | Česko             |
| Spencer Rezek | 2004/2009 | Česko · Švýcarsko |
| Tomáš Chrenko | 2007/2008 | Slovensko         |

## Přehled ligové účasti
Zdroj: 
- 1962–1964: 1. Liga (3. ligová úroveň ve Švýcarsku)
- 1965–1969: National League B West (2. ligová úroveň ve Švýcarsku)
- 1969–1970: 1. Liga (3. ligová úroveň ve Švýcarsku)
- 1971–1972: 1. Liga (3. ligová úroveň ve Švýcarsku)
- 1973–1974: 1. Liga (3. ligová úroveň ve Švýcarsku)
- 1974–1984: National League B West (2. ligová úroveň ve Švýcarsku)
- 1984–1985: National League B (2. ligová úroveň ve Švýcarsku)
- 1986–2002: 1. Liga (3. ligová úroveň ve Švýcarsku)
- 2002–2017: National League B (2. ligová úroveň ve Švýcarsku)
- 2017– : Swiss League (2. ligová úroveň ve Švýcarsku)